# Eric Flaim
Eric Flaim (n. 9 martie 1967, Pembroke⁠(d), Massachusetts, SUA) este un patinator de viteză ce a reprezentat Statele Unite ale Americii, medaliat olimpic. A participat la 4 ediții ale Jocurilor Olimpice (1988, 1992, 1994, 1998) în care a câștigat două medalii de argint.